# Avenida Lusíada
A Avenida Lusíada é uma avenida urbana da cidade portuguesa de Lisboa, situada nas freguesias de São Domingos de Benfica, Benfica e Carnide.

## Caraterísticas
A Avenida Lusíada permite a ligação entre o noroeste e o centro da cidade.
A Avenida começa o seu traçado, a norte, no entroncamento com a Avenida Marechal Teixeira Rebelo e termina, a sul, no cruzamento com a Avenida Professor Egas Moniz, a Avenida dos Combatentes e a Azinhaga das Galhardas. No seu percurso intermédio estabelece ligações com a Avenida do Colégio Militar, a Avenida Eusébio da Silva Ferreira, a Avenida Machado Santos, a Estrada da Luz, a via IP7 (Eixo Norte-Sul) e a Avenida dos Combatentes. Foi inaugurada em 1997, no contexto da abertura do Centro Comercial Colombo e da adjudicação da construção do novo Estádio da Luz.